# Walter di Henley
Walter di Henley (... – fl. 1250) fu uno dei primi agronomi inglesi del XIII secolo, che scriveva però in francese.

## Biografia
Tra le sue opere più note vi sono Le Dite de Hosebondrie, scritte intorno al 1280, e il Trattato di agricoltura, di cui sono sopravvissute 32 copie su pergamene manoscritte, a riprova del suo successo all'epoca. Walter de Henley compose il suo trattato sulla base delle Seneschaucie, intorno al 1280-90, e una sintesi dei due trattati fu poi pubblicata con il nome di Fleta. Era un caro amico del re Enrico II Plantageneto d'Inghilterra, i cui rapporti con i Capetingi erano tesi, dopo aver appreso le sue abilità in una tenuta agricola nelle Midlands.
L'impulso intellettuale e scientifico fu stimolato dalla diffusione degli scritti di Aristotele, trasmessi dagli arabi, dallo sviluppo della logica, che allora prevalse sulla retorica, e dall'uso crescente della lingua volgare nella letteratura, negli atti pubblici o negli scritti scientifici, come quelli di Walter di Henley.
Allo stesso tempo, un altro agronomo, l'ecclesiastico Roberto Grossatesta (1175-1253), scrisse intorno al 1245, nelle sue ventotto Regole per la contessa di Lincoln Margherita di Blundeville per "tenere e governare terre e ostelli", un modello di comportamento pratico e di precetti per l'azione signorile nella gestione di una tenuta agricola. In questo scritto, il vescovo di Lincoln prescriveva alla contessa di gestire personalmente i suoi manieri attraverso un'indagine "giurata" di liberi e villani, al fine di coinvolgere gli abitanti nella ricerca di una maggiore produttività.
Walter di Henley contribuì allo sviluppo della rotazione triennale delle colture, che riduceva i periodi di maggese e limitava l'impatto del maltempo. Tuttavia, aveva delle riserve sul fatto che la trazione equina fosse più efficiente di quella dei buoi (anche se in realtà il cavallo può lavorare due ore in più e muoversi al 35% più velocemente, pur avendo entrambi gli animali la stessa forza di trazione), in quanto confrontò i costi dei due animali e scoprì che il cavallo era più costoso in termini di avena. Uno dei suoi discepoli, a Dunster nel Somerset, copiò i suoi libri, e in essi la curiosità agronomica compete con le considerazioni morali.
Fino all'inizio del XVI secolo è stata considerata autorevole.